# Михайлик Олег Станіславович
Олег Станіславович Михайлик (нар. 5 грудня 1974, Кілія, Україна) — український журналіст та відомий громадський діяч, лідер одеського осередку партії «Сила людей». Разом з однодумцями неодноразово проводив акції проти мера Одеси Труханова, викривав корупційні схеми та боровся за збереження історичної та архітектурної спадщини міста.

## Життєпис
Олег Михайлик народився 5 грудня 1974 року в місті Кілія Одеської області.
У 1994 році Михайлик закінчив з відзнакою Одеське морехідне училище імені О. І. Маринеско. У 2002 році — Одеську Національну Морську Академію за спеціальністю інженер-судномеханік, у 2005 році — Одеський Національний Морський Університет за фахом — менеджер-економіст.
З 1994 року працював у Чорноморському морському пароплавстві. Після розвалу ЧМП більше 10 років пропрацював механіком на судах іноземних компаній, дійшов до посади старшого механіка. Останні 3 роки свого трудового стажу роботи за кордоном був провідним інженером забезпечення підводно-технічних робіт всесвітньо відомої норвезької компанії.
З 2011 року і дотепер — технічний директор багатопрофільної інжинірингової компанії та приватний підприємець.

### Громадсько-політична діяльність
З 2011 року Олег Михайлик займається боротьбою з довгобудами в місті Одеса та Одеській області. У 2012 році створив Одеську обласну громадську організацію "Захист прав інвесторів новобудов та власників житла «Праве діло» для вирішення питань недобудов та проблемних будівельних об'єктів, де був її керівником. Разом з командою брав участь у розробці Законопроєкту про захист прав вкладників в житлове будівництво та Дорожньої карти вирішення питань недобудов в Одесі та Одеській області.
З 2013 року бере активну участь в боротьбі з незаконними забудовами в місті Одеса, займається збереженням архітектурної спадщини Одеси, скверів та пляжів Одеси.
З 2015 року член політичної партії «Сила людей». З 2016 року — голова Одеської міської партійної організації. У 2017 році разом з членами своєї команди організував першу в Одесі та Україні «Школу місцевого самоуправління» для навчання активних громадян, громадських активістів і громадських діячів, а також депутатів місцевих рад та їх помічників.
Наприкінці 2017 року в рамках проєкту «Школа мерів» пройшов стажування в муніципалітетах Клуж-Напока, Будапешт та п'яти містах Польщі.
З початку 2018 року — засновник та голова громадської організації "Центр громадських ініціатив «ЦеГрін-Одеса», що займається просвітницькою та освітньою діяльністю для розбудови та посилення знань і компетенцій громадського суспільства. З 2018 року — один із засновників відкритої Громадської платформи «Одеса 2020», що об'єднує декілька різнопланових громадських організацій та благодійних фондів для вирішення соціальних задач, боротьби з корупцією і проведення просвітницьких та масових подій без бюджетної підтримки зі сторони міської влади Одеси.
З 2018 року є ведучим ефірів про події, що відбуваються в Одесі на Одеському «7 каналі».
У 2019 році Михайлик увійшов до першої десятки списку партії «Рух нових сил» для участі у дострокових парламентських виборах. Технічний керівник ПП «Протексіс». Безпартійний.

### Замах на Михайлика
22 вересня 2018 року невідомі з вогнепальної зброї поранили одеського активіста Олега Михайлика у грудну клітину. Пораненого госпіталізували до Єврейської лікарні, де він переніс клінічну смерть, втративши близько двох літрів крові. Після того, як Михайлик прийшов до тями, (ще якийсь час був прикутий до ліжка) він заявив, що мав конфлікти лише з міською владою і ніколи не було жодних конфліктів з кримінальними елементами.
Близько сотні місцевих активістів, однопартійців Михайлика та місцевих жителів два дні поспіль виходили під стіни головного управління одеської облполіції на акції, під час яких вимагали звільнити головного поліцейського області Дмитра Головіна та прокурора Одещини Олега Жученка.
У спільній заяві, оприлюдненій 23 вересня, представники політичних партій, громадських організацій, правозахисники, активісти, журналісти Одеси звернулися до Президента України, керівників МВС, СБУ та ГПУ з вимогою розслідувати усі факти нападів на журналістів та активістів у місті та звільнити очільників силових і правоохоронних відомств Одещини. Останньою краплею терпіння громадськості став розстріл Михайлика.